# Ha-Midrasza – Wydział Sztuki
Ha-Midrasza – Wydział Sztuki (znany również jako „HaMidrasha Le'Omanut”, „HaMidrasha Szkoła Sztuki” lub po prostu „HaMidrasha”) – izraelska szkoła sztuki. Założona w 1946 roku jako niezależna instytucja, to teraz jest jedną z trzech wydziałów Bet Berl College.

## Historia
W 1946 „Ha-Midrasza” artystyczna szkoła powstała w Tel Awiwie jako pedagogicznego instytucja. Szef szkoły był Elijahu Beiles. W 1964 roku „Ha-Midrasza” została przeniesiona na własność Ministerstwa Edukacji. Między 1966 i 1980 Ran Shehori był szefem instytutu. W 1972 roku „Ha-Midrasza” przeniósł się do budynku w mieście Herclijja. To właśnie w tych latach, że Raffi Lavie stała się dominującą w szkole. Lavi, kto zaczął nauczać w „Ha-Midrasza” w 1965 opracował nową metodę uczenia się, który koncentruje się na zrozumienie artystycznego języka, a nie na umiejętności i techniki. Pod jego wpływem powstała grupa artystów, która później została nazwana ruchem „pragnienia materii” w sztuce izraelskiej. Wśród nich byli m.in. Michał Na'aman, Tamar Getter i Nurit David.

## Galeria Ha-Midrasza
Galiera Ha-Midrasza mieści się przy ulicy Ha-Jarkon w Tel Awiwie